# 小野寺沙希
小野寺 沙希（おのでら さき、1982年3月9日 - ）は、日本の元AV女優。
2000年にAVデビューし、同年引退。
趣味、特技 : 料理、スキー

## 略歴
- 2000年、「花咲きました」でAVデビュー。

## 作品

### アダルトビデオ
- 花咲きました（2000年8月21日、宇宙企画）デビュー作
- 恋する制服（2000年9月15日 宇宙企画）
- ぐちょ濡れマンゴー（2000年10月15日 宇宙企画）
- Memorial （宇宙企画）※総集編
- Debut Collection 4 （宇宙企画） 他出演:黛はるか、小野今日子、大倉由希恵、山崎りか、坂井真理絵、野々村リカ、斎木きな、安里祐加、久世このは、渋谷まりな、松坂七恵、若林樹里、橘涼子、林エリカ、早坂みく、朝霧唯、松島かえで、天海いずみ、天使美樹 ※総集編

| スタブアイコン | サブスタブ | この項目は、まだ閲覧者の調べものの参照としては役立たない、性風俗関係者に関連した書きかけの項目です。この項目を加筆・訂正などしてくださる協力者を求めています（P:性/PJ:性）。 |